# Jean Acker
Jean Acker (Trenton, New Jersey, 23 oktober 1893 - Los Angeles, Californië, 16 augustus 1978), geboren als Harriet Acker, was een Amerikaans actrice, die bekend was in de periode van de stomme film als de vervreemde vrouw van acteur Rudolph Valentino.

## Biografie
Acker trad op in de vaudeville en acteerde in korte films, totdat ze in 1919 verhuisde naar Californië. Hier kreeg ze een relatie met actrice Alla Nazimova. Nazimova zorgde ervoor dat Acker, die een lesbienne was, een contract kreeg bij een filmstudio. Naast een relatie met Nazimova, werd ook Grace Darmond haar vriendin.
Ondanks haar geaardheid, trouwde ze op 6 november 1919 met Rudolph Valentino, die toen ook persoonlijke problemen had. Hier kreeg Acker echter snel spijt van en sloot hem buiten op hun huwelijksnacht. Acker vroeg snel een scheiding aan. Valentino kon echter niet wachten totdat de scheiding officieel was en trouwde al snel met Natacha Rambova. Acker klaagde hem hiervoor aan.
Na de opkomst van de geluidsfilm had Acker nog enkel kleine rollen in films. Ze leefde samen met Chloe Carter tot haar dood in 1978.

## Geselecteerde filmografie
- 1921: Brewster's Millions
- 1925: Braveheart
- 1936: San Francisco
- 1940: Remember the Night
- 1940: My Favorite Wife
- 1944: The Thin Man Goes Home
- 1945: Week-End at the Waldorf
- 1945: Spellbound
- 1946: It's a Wonderful Life

- Bibliothèque nationale de France: cb14148087j (data)
- Gemeinsame Normdatei: 1075607116
- International Standard Name Identifier: 0000 0000 3906 8142
- Library of Congress Control Number: n2001120613
- Nationale Bibliotheek van Israël: 987007370489705171
- SNAC: w65c3xdv
- Système universitaire de documentation: 051621703
- Virtual International Authority File: 61755098
- WorldCat: E39PBJwp3YKwPj79dmqTDYxhpP